# Айстен (Вале)
Айстен (нім. Eisten VS) — громада  в Швейцарії в кантоні Вале, округ Фісп.

## Географія
Громада розташована на відстані близько 95 км на південь від Берна, 45 км на схід від Сьйона.
Айстен має площу 38 км², з яких на 0,8% дозволяється будівництво (житлове та будівництво доріг), 8,5% використовуються в сільськогосподарських цілях, 27,5% зайнято лісами, 63,3% не є продуктивними (річки, льодовики або гори).

## Демографія
2019 року в громаді мешкало 194 особи (-11,4% порівняно з 2010 роком), іноземців було 2,1%. Густота населення становила 5 осіб/км².
За віковим діапазоном населення розподілялося таким чином: 10,3% — особи молодші 20 років, 63,9% — особи у віці 20—64 років, 25,8% — особи у віці 65 років та старші. Було 89 помешкань (у середньому 2,1 особи в помешканні).
Із загальної кількості 33 працюючих 12 було зайнятих в первинному секторі, 6 — в обробній промисловості, 15 — в галузі послуг.